# Negro Sinful Songs
Negro Sinful Songs (o Negro Sinful Songs Sung by Lead Belly) è l'album di debutto del musicista blues statunitense Lead Belly, pubblicato nel 1939 dalla Musicraft Records. Il disco venne prodotto da Alan Lomax.

## Registrazione
Il 1º aprile 1939 Lead Belly fece una seduta di registrazione per la Musicraft Records a New York. Incise un totale di 14 tracce, e 10 di queste furono selezionate per l'album. Negro Sinful Songs venne originariamente pubblicato in formato da cinque dischi in vinile a 78 giri (numero di catalogo Musicraft Album 31).
La prima traccia sull'album, Frankie and Albert, dovette essere divisa in due parti a causa delle ristrettezze di spazio dei  dischi a 78 giri (ogni lato poteva contenere circa tre minuti di musica). Inizialmente, entrambe le metà della canzone furono pubblicate sul primo disco dell'album, come lato A e B. Qualche tempo dopo la prima stampa, la seconda metà della canzone fu spostata sul lato A del secondo disco. Looky, Looky, Yonder, Black Betty e Yallow Women's Door Bells furono registrate come unica traccia e a dimostrazione hanno lo stesso numero di matrice. Anche Ain't Goin' Down to the Well No Mo' e Go Down Old Hannah e Poor Howard e Green Corn furono incise nel medesimo modo. A ogni numero di matrice venne assegnato il proprio lato di un disco.
Nel 1994 la Document Records pubblicò versioni rimasterizzate in digitale dei brani nella raccolta Leadbelly: Complete Recorded Works 1939–1947 in Chronological Order, Volume 1: 1 April 1939 to 15 June 1940 (n. cat. DOCD-5226).

## Tracce
Disco 1
1. Frankie and Albert (First Half) – 2:52 – numero di matrice GM-499-K
2. Frankie and Albert (Completion) – 3:08 – numero di matrice GM-499-A

Disco 2
1. Looky, Looky, Yonder – 1:00 – numero di matrice GM-503-M
2. Black Betty – 0:57 – numero di matrice GM-503-M
3. Yallow Women's Door Bells – 1:03 – numero di matrice GM-503-M
4. Ain't Goin' Down to the Well No Mo' – 2:01 – numero di matrice GM-509-K
5. Go Down Old Hannah – 1:16 – numero di matrice GM-509-K

Disco 3
1. Poor Howard – 1:31 – numero di matrice GM-505-K
2. Green Corn – 1:42 – numero di matrice GM-505-K
3. Fannin Street – 2:39 – numero di matrice GM-498

Disco 4
1. The Boll Weevil – 3:07 – numero di matrice GM-507-A
2. De Kalb Blues – 2:52 – numero di matrice GM-501

Disco 5
1. The Gallis Pole – 3:02 – numero di matrice GM-509-A
2. The Bourgeois Blues – 3:16 – numero di matrice GM-504